# Jevgeni Barejev

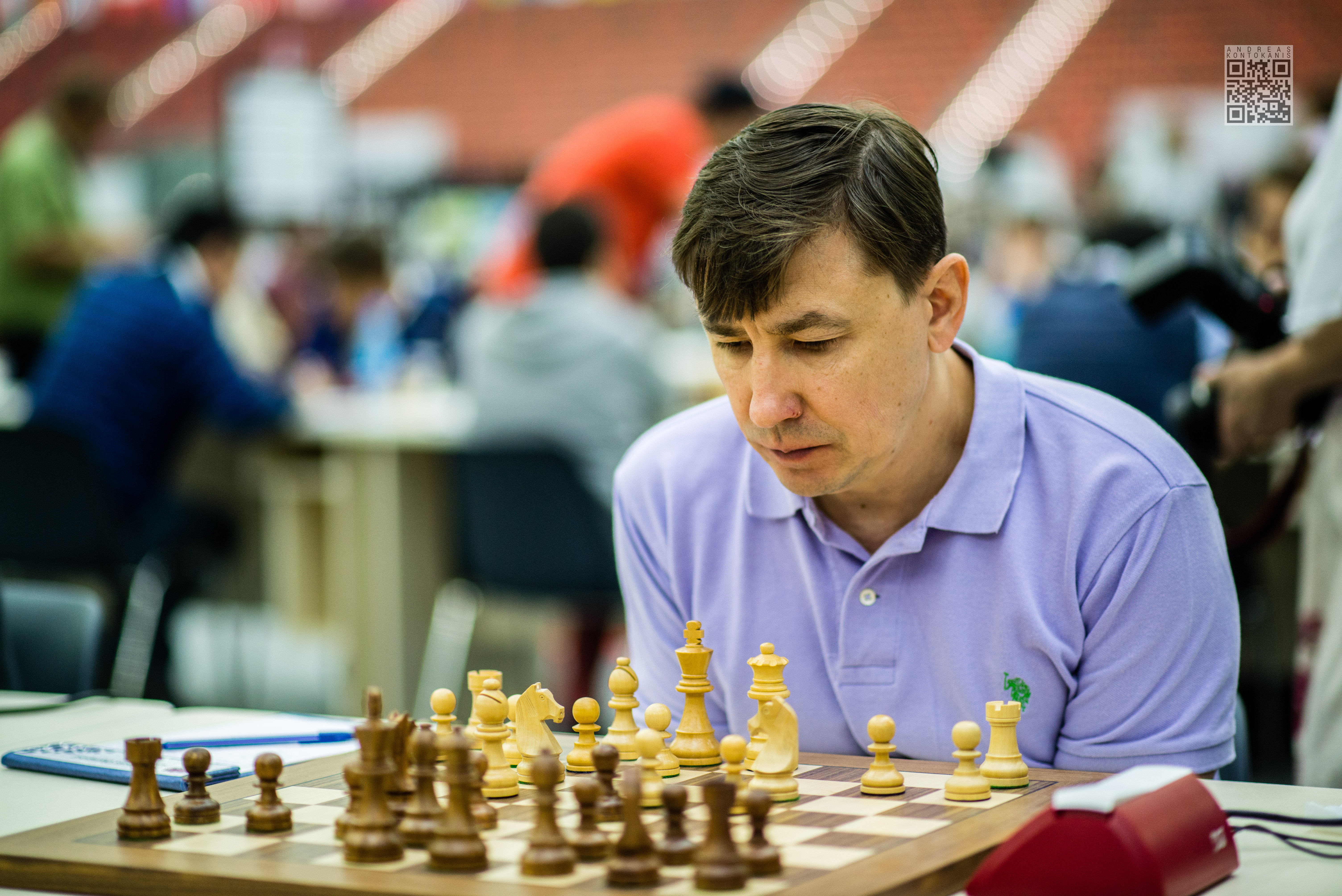
Barejev (2016)

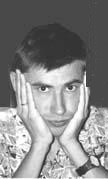
Jevgeni Barejev (2014)

Jevgeni Ilgizovitsj Barejev (Russisch: Евгений Ильгизович Бареев) (Jemanzjelinsk (Oblast Tsjeljabinsk), 21 november 1966) is een Tataars-Russisch-Canadees schaker en trainer. Sinds 1989 is hij een grootmeester (GM). In 1992 studeerde hij af aan het Moskou Institute of Physical Culture.
Bij de wedstrijd om het Wereldkampioenschap Schaken 2000 was hij secondant van Vladimir Kramnik, die speelde tegen Garri Kasparov.

## Schaakcarrière
- In 1982 won Barejev het wereldkampioenschap voor jeugd, in de categorie tot 16 jaar.
- In 1990 werd Barejev gedeeld eerste, met Oleksandr Beljavsky, Leonid Yudasin en Aleksej Vyzmanavin, bij het kampioenschap van de Sovjet-Unie; na tiebreak ging de titel naar Beljavsky.
- Barejev won in 1991, 1992 en 1993 (gedeeld met Judit Polgár) het Hastings-toernooi.
- Bij de Wereldbeker 2000, verloor hij in de finale van Viswanathan Anand.
- In 2001 verloor hij bij de Wereldbeker rapidschaak in de finale van Garri Kasparov.
- In 2002 won hij met 9 pt. uit 13 het Corus schaaktoernooi vóór Aleksandr Grisjtsjoek, Péter Lékó, Michael Adams en Aleksandr Morozevitsj.
- Op hetzelfde toernooi in 2003 kwam Jevgeni op de derde plaats, Viswanathan Anand werd eerste.
- In 2002 kwam hij in de Sparkasse meeting op de vierde plaats te staan.
- In januari 2003 eindigde de match tussen Barejev en het computer programma HIARCS 9.0 in 2-2 (vier remises).
- In 2003 won hij het toernooi in Enghien-les-Bains (Frankrijk).
- In maart 2003 won Barejev het rapidschaak toernooi van het Ambertoernooi met 8 punten. Viswanathan Anand werd met 14.5 punt winnaar van de combinatie.
- In Dortmund in 2002 bereikte hij de halve finales van het kandidatentoernooi voor het Wereldkampioenschap in 2004. Hij verloor zijn match tegen Veselin Topalov.
- In maart 2005 speelde Barejev mee in het Ambertoernooi in Monaco.
- Bij de Wereldbeker Schaken 2005 kwalificeerde Barejev zich voor het kandidatentoernooi voor het wereldkampioenschap van 2007. In de eerste ronde won hij van Judit Polgár (+2 -1 =3), maar werd in de tweede ronde uitgeschakeld door Péter Lékó (+0 -2 =3).
- In september 2005 speelde Barejev mee in de semi-finale van het kampioenschap van Rusland dat in Kazan verspeeld werd en dat door hem met 6.5 punt uit negen ronden gewonnen werd.
- In november 2005 speelde Barejev mee in het wereldkampioenschap schaken voor landenteams dat in Beër Sjeva verspeeld werd. Het Russische team werd met 22 punten kampioen. Barejev was met 5.5 uit 6 topscorer bij de Russen.
- In 2010 werd hij gedeeld eerste met Konstantin Chernyshov, Lê Quang Liêm en Ernesto Inarkijev bij het Moskou Open toernooi.[1]
- In september 2015 stapte Barejev over naar de Canadese Schaakfederatie.[2][3]
- In 2019 won hij het Canadese Zonetoernooi, waarmee hij zich kwalificeerde voor de FIDE World Cup.[4]

Jevgeni Barejev opent bijna altijd met de zet 1.d4 terwijl hij met zwart graag de schaakopening Frans speelt.

### Schaakteams
- Barejev was lid van het nationale Sovjet-team in de Schaakolympiade van 1990 en van het Russische nationale team in de Schaakolympiades van 1994, 1996, 1998 en 2006.[5] Met het team won hij de gouden medaille in 1990, 1994, 1996 en 1998. Sinds 2016 nam hij met het Canadese team deel aan de Schaakolympiades.
- Barejev zat in 1997 en in 2005 in het winnende team bij het Wereldkampioenschap schaken voor landenteams. Twee keer, in 1992 en in 2003, won hij met zijn team het Europees schaakkampioenschap voor landenteams.
- Vier keer won Barejev de European Club Cup, met drie verschillende verenigingen: Lion uit Frankrijk (1994), Ladia uit Rusland (1997) en Bosna uit Bosnië-Herzegovina (1999 en 2000).

## Trainer
In 2006 startte Barejev een grootmeester schaakopleiding voor Russische top junior-schakers en gaf er tot 2010 leiding aan. In 2009-10 gaf Barejev training aan Lê Quang Liêm, die wereldkampioen blitzschaak werd in 2013.
Van 2010 tot 2011 was hij de hoofdcoach van het Russische herenteam; daarbij wonnen ze een zilveren medaille op de Schaakolympiade 2010. Tussen 2010 en 2014 was Barejev hoofdcoach van de Russische heren- en damesteams junioren. In latere jaren was hij coach van Canada's top-junioren zoals Razvan Preotu en Michael Song.

## Boeken
- Evgenij Bareev, Französische Verteidigung, Chess Informant (1995)[7]
- Evgeny Bareev, Ilya Levitov (2007). From London to Elista: The Inside Story of the World Chess Championship Matches that Vladimir Kramnik Won Against Garry Kasparov, Peter Leko, and Veselin Topalov. New In Chess. ISBN 978-9056912192.
- Michael Song, Razvan Preotu, foreword by Evgeny Bareev (2017). The Chess Attacker's Handbook. Gambit Publications. ISBN 978-1911465164.
- Evgeny Bareev (2019). Say No to Chess Principles. Thinkers Publishing. ISBN 978-9492510518.